# وقف کوه دماوند و جنگل‌های هیرکانی
وقف کوه دماوند و جنگل‌های هیرکانی در ۵ مرداد ۱۳۹۹ براساس وقف‌نامه‌ای به ادعای سازمان اوقاف انجام شد. روزنامه همشهری در شماره یکشنبه ۵ مرداد خود خبر داد که «ظاهراً سازمان اوقاف برای یک پلاک از ۱۱ پلاک ثبتی (از دامنه تا قله دماوند) سند وقفی گرفته‌است.»

## دماوند
کوه دماوند در تیرماه ۱۳۸۷ به عنوان یک اثر طبیعی در فهرست میراث ملی به ثبت رسیده‌است و جزء مناطق تحت مدیریت وزارت میراث فرهنگی، سازمان حفاظت محیط زیست و سازمان جنگل‌ها، مراتع و آبخیزداری و به عنوان نماد ملی ایران به شمار می‌رود. دماوند مرتفع‌ترین و متقارن‌ترین آتشفشان مخروطی شکل در رشته کوه‌های البرز و فلات ایران است که از یک سو به کویر مرکزی و از سوی دیگر به دریای خزر می‌رسد و بلندترین نقطه خاورمیانه و بلندترین آتشفشان آسیا محسوب می‌شود. طبق قانون، آثار طبیعی ثبت شده متعلق به همه مردم ایران است. وقف‌نامه متعلق به سال ۱۳۲۵ بازمی‌گردد که از نوک قله تا دامنه که شامل مراتع ملار می‌شود را وقف کرده‌است.پیش از این مدیرکل ثبت اسناد و املاک مازندران از ثبت قله دماوند به نام مازندران خبر داد و در ادامه گفت که کار تثبیت و صدور سند مالکیت حدود ۱۸ هزار هکتار از اراضی ملی قله دماوند و کوهپایه آن انجام شد.

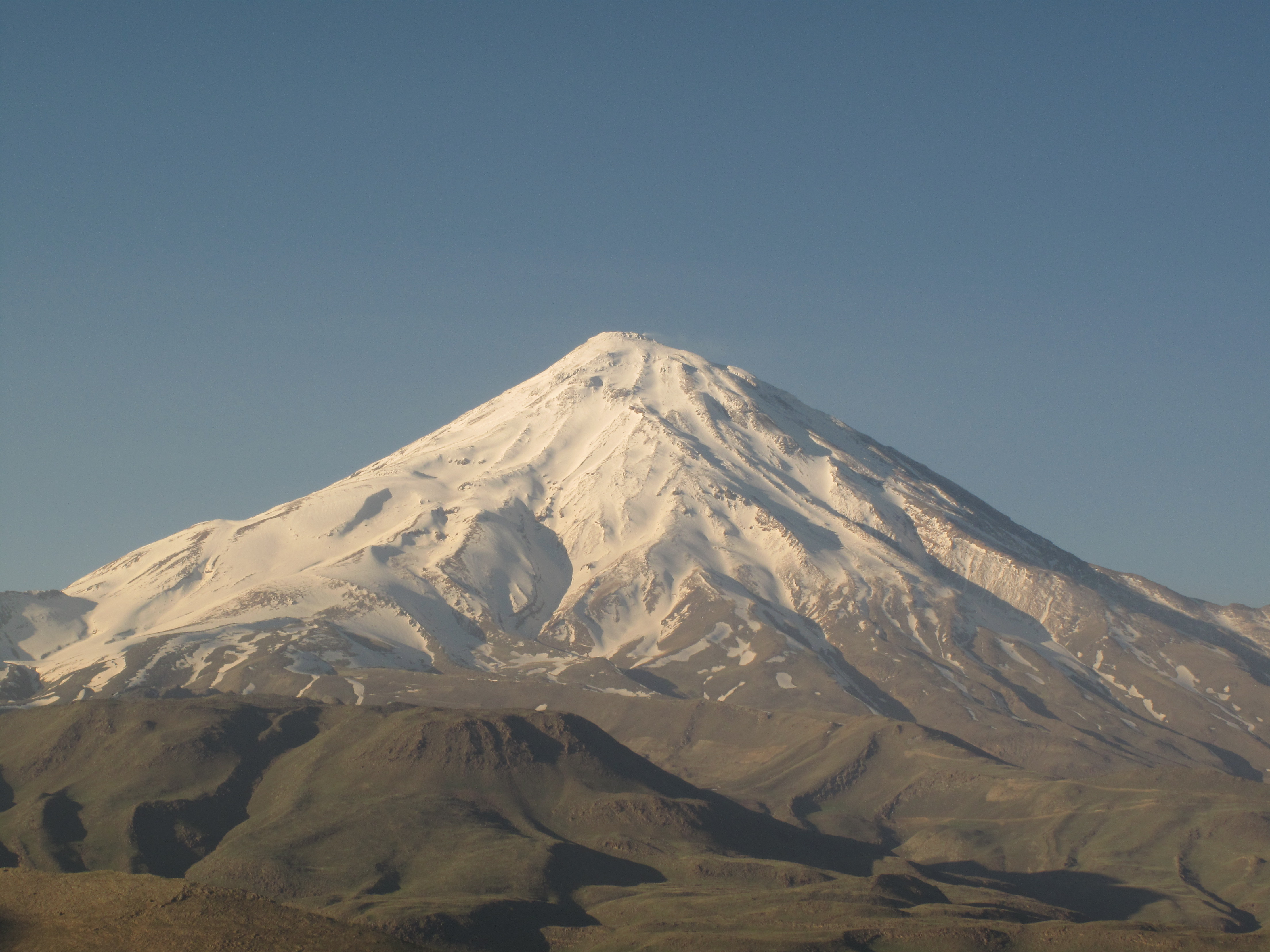
تصویر قله دماوند در فصل پاییز

در آخرین جلسه شورای‌ عالی قضایی، رئیس سازمان ثبت اسناد خبر داد که در جریان ثبت سند برای قله دماوند و ۱۸ هزار هکتار از اراضی کوهپایه‌ای آن، برای یک بخش از این اراضی «سند وقفی» به نام اداره اوقاف صادر شده‌است. در این گزارش اشاره نشده که این بخش شامل چند هکتار است. به نقل از مدیران اداره منابع طبیعی استان مازندران، «اداره اوقاف با اخذ رأی از دیوان عالی کشور و بدون توجه به نظرات سازمان جنگل‌ها و مراتع یک پلاک به‌عنوان موقوفه ثبت کرده‌است».
معاون سازمان ثبت اسناد با تأیید واگذاری برخی اراضی به سازمان اوقاف گفت این اراضی ۲۳۰۰ هکتار در محدوده روستای ملار از توابع بخش لاریجان آمل است و با قله دماوند فاصله زیادی دارد.

## جنگل‌های هیرکانی

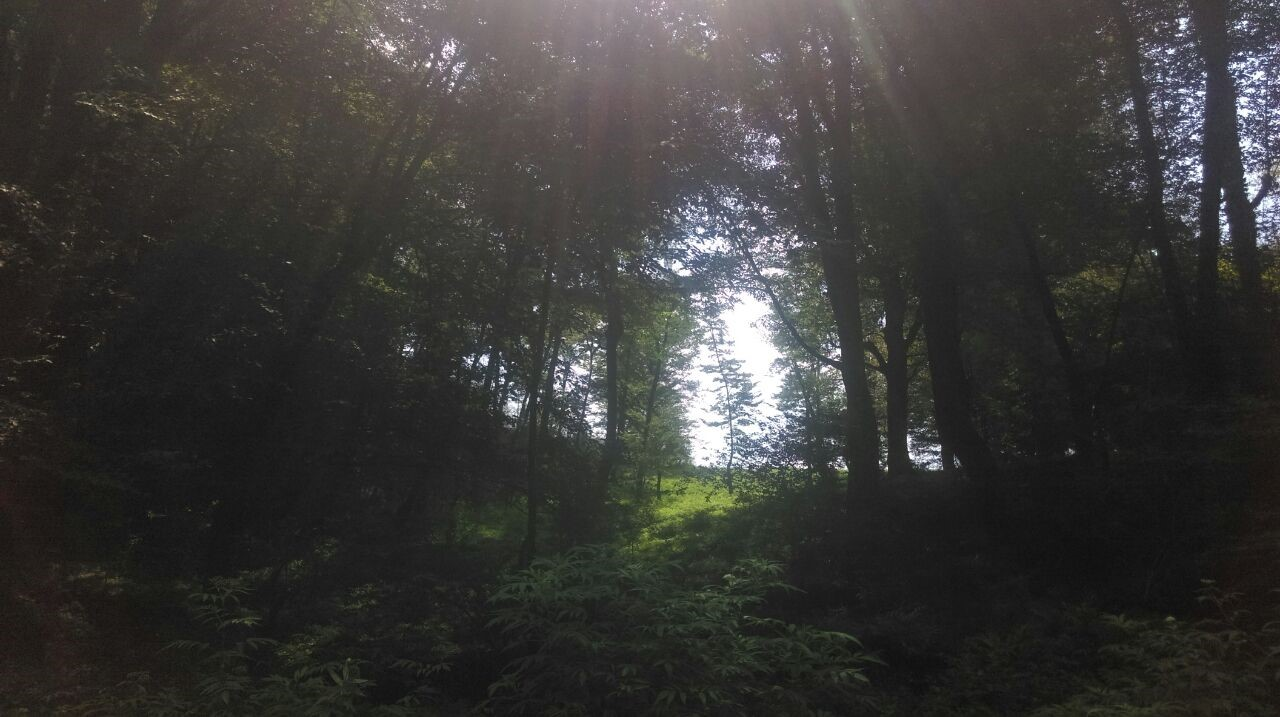
جنگل هیرکانی در استان مازندران

فردی با استناد به سندی که گفته می‌شود به دوره قاجار بازمی‌گردد مالک بخش وسیعی از جنگل‌های بکر کشور در روستای آق مشهد ساری شده‌است و از سازمان جنگل‌ها مجوز قطع درخت می‌خواهد. مدیرکل دفتر حقوقی سازمان جنگل‌ها می‌گوید که ملکیت برای جنگل خلاف فقه، شرع و قانون است و ما از رئیس قوه قضاییه می‌خواهیم که به این پرونده ورود کنند. سازمان جنگل‌ها با استناد به قانون ملی شدن جنگل‌ها و مراتع کشور که در سال ۱۳۴۱ تصویب شده‌است، جنگل‌های مورد مناقشه در آق‌مشهد ساری را برابر مقررات به عنوان اراضی ملی اعلام کرده بود.

### قاچاق خاک
خاک جنگل های هیرکانی به دلیل وجود مواد آلی مورد توجه کسانی است که در امور باغبانی و فضای سبز و گل فروشی‌ها فعالیت می‌کنند.
روز ۲۶ مرداد ۱۳۹۹، محمدرضا عبدالهی، معاون امور جنگل گیلان، گفت: «در گذشته شاهد استفاده افراد از خاک جنگل برای مصارف شخصی در باغچه و گلخانه بودیم، اما در حال حاضر این برداشت ها به صورت سیستمی و قاچاقی انجام می شود».
در واکنش به این خبر، روز ۲۹ مرداد ۱۳۹۹، عباسعلی نوبخت، معاون امور جنگل سازمان جنگل‌ها و مراتع و آبخیزداری ایران، گفت «شدت برداشت خاک به این اندازه‌ای که به آن پرداخته شده، نیست». وی افزود که منکر برداشت خاک از جنگل نیست و «ممکن است کسانی چندین گونی خاک مرغوب جنگلی را جابه‌جا کنند و به دیگران بفروشند».

## جزئیات
با استناد به نقشهٔ اجرای مقررات ملی پلاک‌های ۶۷ و ۶۸ و ۶۹ بخش ۷ ثبت لاریجان از دامنه تا قله را شامل می‌شود؛ و پلاک ۶۷ (قریه‌ملار) و پلاک ۶۸ (مرتع ملارعلیا) و پلاک ۶۹ (مرتع ملار سفلی) با مساحت ۲۴۸۶ هکتار در تاریخ ۲۱ دی ۱۳۴۸ آگهی شده و در ۱۵ تیر ۱۳۴۹ و ۱۶ آبان ۱۳۴۹ توسط «کمیسیون ماده ۵۶ قطعیت قانونی» می‌یابد اما با وجود گواهی ۱۳ و ۳۹ برای دریافت سند این پلاک‌ها، اداره ثبت لاریجان به دلیل «موقوفه دانستن» این پلاک‌ها، سندی را صدور نمی‌کند. در نهایت در سال ۱۳۸۵ اعلام می‌کند که سند پلاک‌ها به اسم سازمان اوقاف صادر شده‌است.

## اقدام‌ها

### تشکیل کارگروه
سه‌شنبه ۷ مرداد ۱۳۹۹، معاون امور املاک و کاداستر سازمان ثبت اسناد و املاک ایران، از تشکیل کارگروهی برای رسیدگی به پرونده «وقف» یال جنوب شرقی قله دماوند خبر داد. آن‌طور که او ادعا کرده، «یال مربوط به منطقه یخ کر یا همان یال جنوب شرقی قله دماوند»، به نام وقف در سامانه کاداستر سازمان ثبت اسناد «تثبیت نشده‌است». وی در ادامه گفته: «پلاک ثبتی‌ای که این روزها در مورد آن سخن گفته می‌شود در منطقه ملار و با فاصله دورتری از اراضی دماوند است». این گروه شامل افرادی از «اداره منابع طبیعی» و «ثبت اسناد مازندران» است و از «سازمان اوقاف» برای حضور دعوت خواهد شد.
چهارشنبه ۸ مرداد ۱۳۹۹، معاون امور املاک سازمان ثبت اسناد و املاک کشور، ادعا کرد سند مالکیت اراضی آخرین یال قله دماوند (یال جنوب شرقی) به نام دولت (یا همان منابع طبیعی) ثبت شده و با این اقدام، کل اراضی قله دماوند به نام دولت سنددار شد و حتی یک سانتی‌متر از اراضی این منطقه وقف نیست. وی در عین حال گفته که «مورد اختلاف پلاک‌های ثبتی ۶۸ و ۶۹» در دست بررسی است و «قطعاً با حکم قضایی حفظ خواهد شد».

### برکناری مدیر کل منابع طبیعی مازندران منطقه ساری
دوشنبه ۱۳ مرداد ۱۳۹۹، رسانه های ایران خبر دادند که رئیس سازمان جنگل‌ها مراتع و آبخیزداری کشور، طی حکمی، محسن موسوی تاکامی، مدیر کل منابع طبیعی مازندران منطقه ساری، را برکنار کرده است. اسحاق عطایی جایگزین محسن موسوی تاکامی شده است. خبرگزاری‌ها می‌گویند، در جریان جنجال بر سر «دو پرونده پنج هزار و ۶۰۰ هکتاری از جنگل‌های آق‌مشهد ساری» و همچنین ماجرای «موقوفه قله دماوند» محسن موسوی تاکامی حضور پررنگی در رسانه‌ها داشت و اظهارنظرهای متعددی از او در مورد این دو پرونده در رسانه‌ها منتشر شد.
محسن موسوی تاکامی ۹ مرداد به ایرنا گفته بود:
«در مازندران مراتع زیادی را داریم که با سند وقفی به صورت طولانی‌مدت و ۹۹ ساله اجاره داده می‌شوند و نظارتی هم بر آن‌ها وجود ندارد. حتی در برخی مراتع وقفی به بهانه اجاره‌های طولانی‌مدت ساخت‌وساز شده است. اوقاف اجاره زمین را دریافت می‌کند و اجاره‌بهاء هم از سوی این نهاد صرف امور خیریه می‌شود ، اما ماهیت مرتع و منابع طبیعی به مرور از بین می‌رود و خدشه‌دار می‌شود.»

## واکنش‌ها
- معصومه ابتکار، معاون امور زنان رئیس‌جمهوری ایران، در دو توئیتی که در واکنش به این واگذاری نوشته، این اقدام را «خلاف قانون اساسی» دانسته‌است. او با اشاره به اینکه قله دماوند در سال ۱۳۸۱ به مجموع مناطق تحت مدیریت سازمان محیط زیست پیوسته‌است، نوشته که «بر اساس قانون هیچ‌گونه امکان واگذاری یا بهره‌برداری» در مورد این قله وجود ندارد.[۵]
- محسن موسوی، مدیرکل منابع طبیعی و آبخیزداری مازندران در واکنش به این تصمیم از ابراهیم رئیسی، رئیس قوه قضاییه ایران خواست که با اعمال ماده ۴۷۷ این پرونده مورد رسیدگی مجدد قرار گیرد.[۵]
- محمد درویش، از مدیران سابق سازمان محیط زیست ایران گفت که پرونده ثبت دماوند به عنوان میراث جهانی در سازمان یونسکو مطرح شده‌است. او با تأکید بر اینکه وقف اراضی دماوند تبعات جبران‌ناپذیری دارد، از نمایندگان مجلس خواسته‌است که به این موضوع ورود کنند.[۲۰][۶]
- کیومرث کلانتری، معاون سازمان محیط زیست ایران با تأکید بر اینکه حتی یک سانتیمتر از کوه دماوند قابل واگذاری نیست، گفت از طریق رئیس قوه قضائیه پیگیر موضوع وقف بخشی از اراضی کوه دماوند خواهیم شد. او گفته که سازمان جنگل‌ها به وقف اراضی دماوند نیز اعتراض کرده‌است. او گفت در جریان وقف دماوند «هیچ گونه مکاتبه یا نظرخواهی از سازمان محیط زیست نشده» و او خبر وقف را از طریق فضای مجازی شنیده‌است.[۶]
- حسن روحانی، رئیس‌جمهوری ایران، در نشست هیئت دولت اخبار مربوط به «وقف» بخشی از قله دماوند را «شایعه دشمنان» دانست و گفت: «عجیب است چطور گوش شنوا برای این شایعات بی‌اساس و بی‌ربط وجود دارد». او تأکید کرده که «در برابر شایعات باید ایستاد» و افزوده‌است: «مگر می‌شود جنگل و کوه و دریا را وقف کرد یا بخشی از کشور را فروخت!».[۲۱][۲۲] سخنان او در حالی است که خبر فروش دماوند در یک روزنامه معتبر و رسمی منتشر شده و حتی برخی از مسئولان آن را تأیید کرده‌اند.
- عیسی کلانتری، رئیس سازمان محیط زیست ایران، گفت در پرونده وقف دماوند، دامنه این کوه وقف شده که «جمع آن به ۱۰۰ هکتار هم نمی‌رسد». او گفت در این زمینه روز یک‌شنبه ۱۲ مرداد ۱۳۹۹، جلسه‌ای در دفتر اسحاق جهانگیری، معاون اول رئیس‌جمهور برگزار شد. کلانتری گزارشی از نتایج این جلسه نداد ولی گفت موضوع وقف دماوند، « چیزی نیست که در رسانه‌ها مطرح می‌شود». او در عین حال اظهار کرد که این وقف مربوط به ۴۰۰ سال پیش است ولی طبق فتوای رهبران جمهوری اسلامی «انفال قابل وقف نیست».[۲۳][۲۴]